# Tanika Liburd
Tanika Liburd (sinh ngày 20 tháng 5 năm 1982) là một vận động viên đại diện cho Saint Kitts và Nevis, người chuyên môn nhảy xa.
Thành tích tốt nhất của cô trong sự kiện là 6,67 mét ngoài trời (2010) và 6,33 mét trong nhà (2008). Cả hai đều là kỉ lục quốc gia hiện tại.

## Thành tích giải đấu
| Năm                               | Giải đấu                                     | Địa điểm                          | Thứ hạng                          | Nội dung                          | Chú thích                         |
| Representing Saint Kitts và Nevis | Representing Saint Kitts và Nevis            | Representing Saint Kitts và Nevis | Representing Saint Kitts và Nevis | Representing Saint Kitts và Nevis | Representing Saint Kitts và Nevis |
| --------------------------------- | -------------------------------------------- | --------------------------------- | --------------------------------- | --------------------------------- | --------------------------------- |
| 2004                              | NACAC U-23 Championships                     | Sherbrooke, Canada                | 6th                               | Long jump                         | 6.02 m w (wind: +5.0 m/s)         |
| 2005                              | Central American and Caribbean Championships | Nassau, Bahamas                   | 13th (h)                          | 100 m                             | 11.89                             |
| 2005                              | Central American and Caribbean Championships | Nassau, Bahamas                   | –                                 | 4x100 m relay                     | DNF                               |
| 2005                              | Central American and Caribbean Championships | Nassau, Bahamas                   | 4th                               | Long jump                         | 6.45 m (w)                        |
| 2006                              | Commonwealth Games                           | Melbourne, Australia              | 10th (q)                          | Long jump                         | 6.27 m                            |
| 2006                              | Central American and Caribbean Games         | Cartagena, Colombia               | 11th (h)                          | 100 m                             | 11.63                             |
| 2006                              | Central American and Caribbean Games         | Cartagena, Colombia               | 5th                               | 4x100 m relay                     | 45.06                             |
| 2006                              | Central American and Caribbean Games         | Cartagena, Colombia               | 3rd                               | Long jump                         | 6.23 m                            |
| 2007                              | NACAC Championships                          | San Salvador, El Salvador         | 5th                               | 4x100 m relay                     | 45.15                             |
| 2007                              | NACAC Championships                          | San Salvador, El Salvador         | 3rd                               | Long jump                         | 6.12 m                            |
| 2007                              | Pan American Games                           | Rio de Janeiro, Brazil            | 5th                               | 4x100 m relay                     | 44.14                             |
| 2007                              | Pan American Games                           | Rio de Janeiro, Brazil            | 11th                              | Long jump                         | 5.61 m                            |
| 2008                              | Central American and Caribbean Championships | Cali, Colombia                    | 4th                               | Long jump                         | 6.29 m                            |
| 2009                              | Central American and Caribbean Championships | Havana, Cuba                      | 1st                               | 4x100 m relay                     | 43.53 (NR)                        |
| 2009                              | Central American and Caribbean Championships | Havana, Cuba                      | 3rd                               | Long jump                         | 6.42 m                            |
| 2009                              | World Championships                          | Berlin, Germany                   | 11th (h)                          | 4x100 m relay                     | 43.98                             |
| 2010                              | Central American and Caribbean Games         | Mayagüez, Puerto Rico             | 3rd                               | 4x100 m relay                     | 44.43                             |
| 2010                              | Central American and Caribbean Games         | Mayagüez, Puerto Rico             | 5th                               | Long jump                         | 6.25 m                            |
| 2010                              | Commonwealth Games                           | Delhi, India                      | 9th                               | Long jump                         | 6.17 m                            |
| 2011                              | Central American and Caribbean Championships | Mayagüez, Puerto Rico             | 11th                              | Long jump                         | 5.71 m                            |